# Ibrahim Pacha
Ne doit pas être confondu avec Pargalı Ibrahim Pacha.
Ibrahim Pacha (en arabe : ابراهيم باشا), né en 1789 et mort le 10 novembre 1848, est un généralissime et homme d'État égyptien, fils aîné du vice-roi (al-wāli) d’Égypte Méhémet Ali dont il est le principal bras armé. Ibrahim a gouverné l’Égypte du 2 mars au 10 novembre 1848. 
Il est le père d'Ismail, khédive d’Égypte à partir de 1863. Avec l'aide de l'officier Joseph Anthelme Sève, il réforme l'armée égyptienne.

## Biographie

### Sa jeunesse

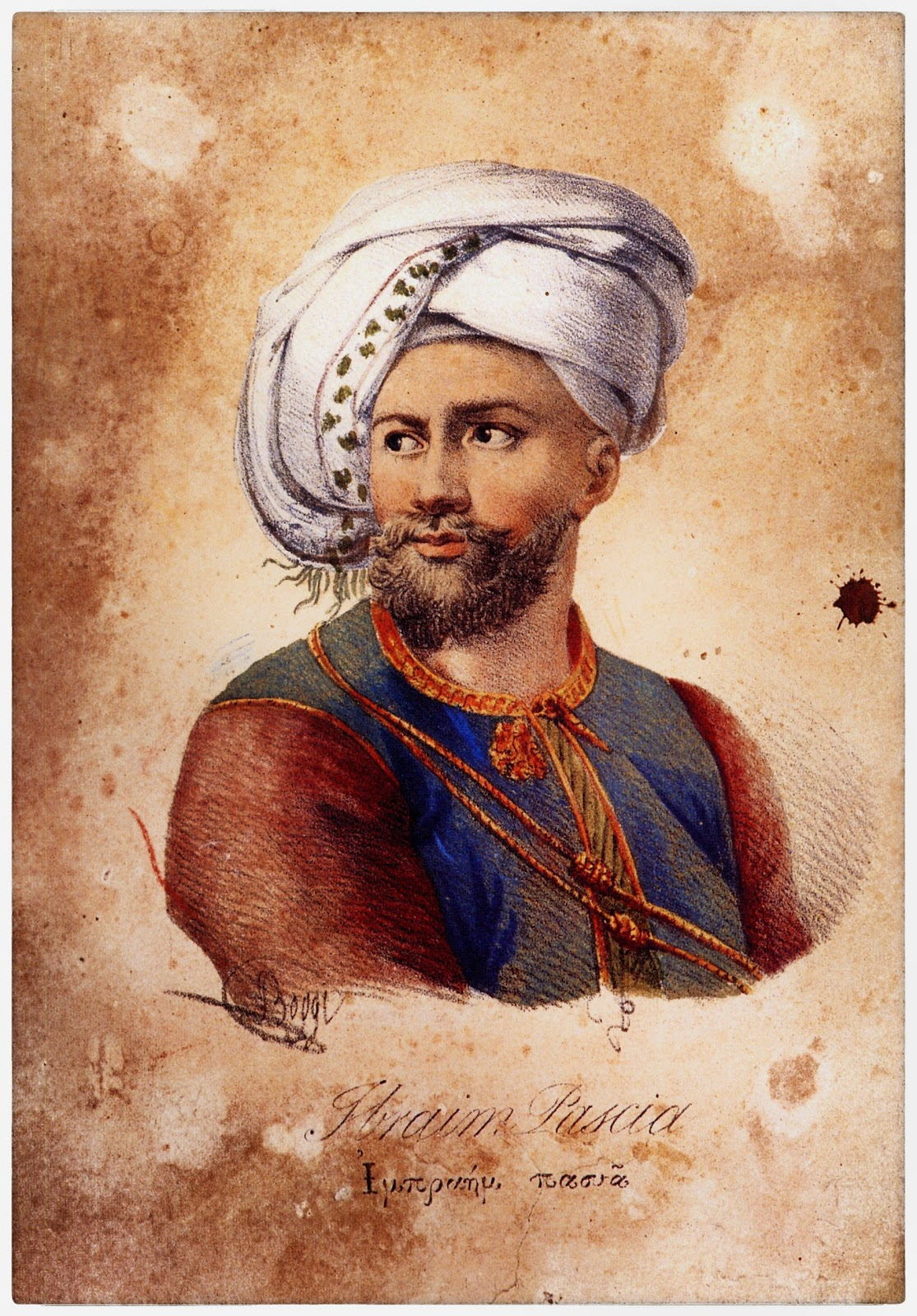
Gravure romantique représentant Ibrahim Pacha (v. 1810-1820).

Ibrahim Pacha est né dans la ville d'origine de son père, Kavála en Macédoine orientale.
En 1805, à l'âge de 16 ans, quand son père accède au poste de vice-roi d'Égypte, il est retenu prisonnier par un amiral ottoman. Ibrahim retrouve la liberté quand son père repousse avec succès la tentative d'invasion du Royaume-Uni en Égypte menée par le général Alexander Mackenzie Fraser.
En 1813, Ibrahim gouverne par intérim l'Égypte lorsque son père part en Arabie pour combattre les wahhabites. En 1816, il succède à son frère Toussoun au poste de commandant de l'armée égyptienne d'Arabie.

### Campagne contre les wahhabites
La campagne contre les wahhabites dure près de deux ans, et s’achève avec l'anéantissement politique des wahhabites.
Il débarque à Yanbou, le port de Médine le 30 septembre 1816. Les villes saintes de l'Islam sont alors tenues par les wahhabites. La mission d'Ibrahim est de les reprendre, et de pourchasser les wahhabites dans le désert du Nejd. 
La formation et l'armement de l'armée égyptienne lui donnent la supériorité militaire sur les wahhabites. Cependant la conquête de l'Arabie est très laborieuse, à cause de la traversée du désert de Dariya, bastion wahhabite, mais aussi à cause du courage des wahhabites qui ne craignent pas de mourir.
Ibrahim se montre tenace, partageant les difficultés avec son armée et ne se laissant pas décourager par ses échecs. Vers la fin de l'année 1818, il force le chef des Wahhabites, l'imam Soulaymân, petit-fils de Mouhammad ibn 'Abdelwahhâb, à se rendre, prenant ainsi Dariya.
L'imam Soulaymân est transféré en Égypte pour y être emprisonné. Après sa libération en 1828, il est autorisé à rentrer en Arabie. Il abandonne la prédication et se retire de la vie politique.

### Opérations en Morée

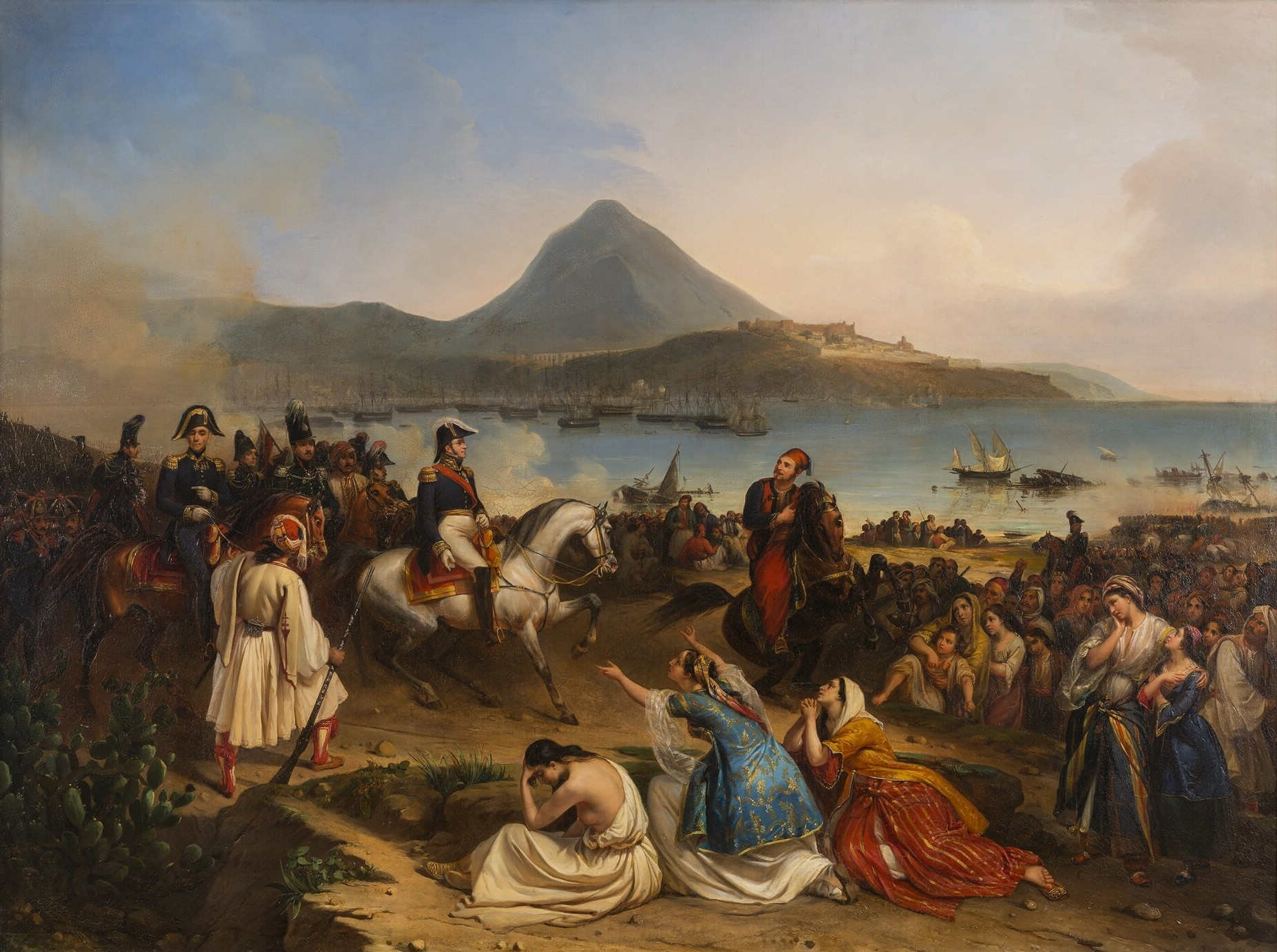
Ibrahim Pacha rencontrant le général français Maison pour négocier son évacuation du Péloponnèse en 1828.

Le 11 décembre 1819, il entre triomphalement au Caire. Après son retour, Ibrahim demande au colonel Sève (dit « Soliman Pacha ») de réformer l'armée sur le modèle européen.
En 1824, le sultan ottoman Mahmoud II, qui souhaite avoir l'aide de l'armée égyptienne dans la guerre d'indépendance grecque (1821-1832), nomme Mehemet Ali gouverneur de Morée.
Ibrahim est envoyé dans le Péloponnèse avec un escadron et une armée de 17 000 hommes. L'expédition part pour la Grèce le 4 juillet 1824, mais pendant plusieurs mois le détachement est dans l'incapacité d'aller plus loin que la Crète ou l'île de Rhodes, par crainte des brûlots grecs. Le 26 février 1825, après la révolte de marins grecs pour le retard du paiement de leur salaire, Ibrahim débarque à Modon. Il mène alors plusieurs campagnes victorieuses, et conquiert la majeure partie de la péninsule. Il défait facilement les Grecs et parvient le 24 avril 1826 à mettre fin au siège de Missolonghi qui a coûté la vie à de nombreux soldats turcs et égyptiens. 
Il montre d'abord une certaine clémence vis-à-vis des Grecs[réf. nécessaire], qui sont censés devenir ses administrés. Cependant, à mesure que la guérilla s'éternise et devant la résistance des insurgés grecs qui harcèlent son armée, il détruit en partie le pays et envoie des milliers de Grecs en Égypte pour servir d'esclaves. Ces mesures indignent les puissances européennes, la France, le Royaume-Uni et la Russie qui se liguent pour mettre un terme au conflit. Après la bataille de Navarin le 20 octobre 1827, au cours de laquelle sa flotte est détruite par les Européens, l'Expédition de Morée, menée par la France, le force à capituler et il quitte le pays le 1er octobre 1828.

### Campagne de Syrie

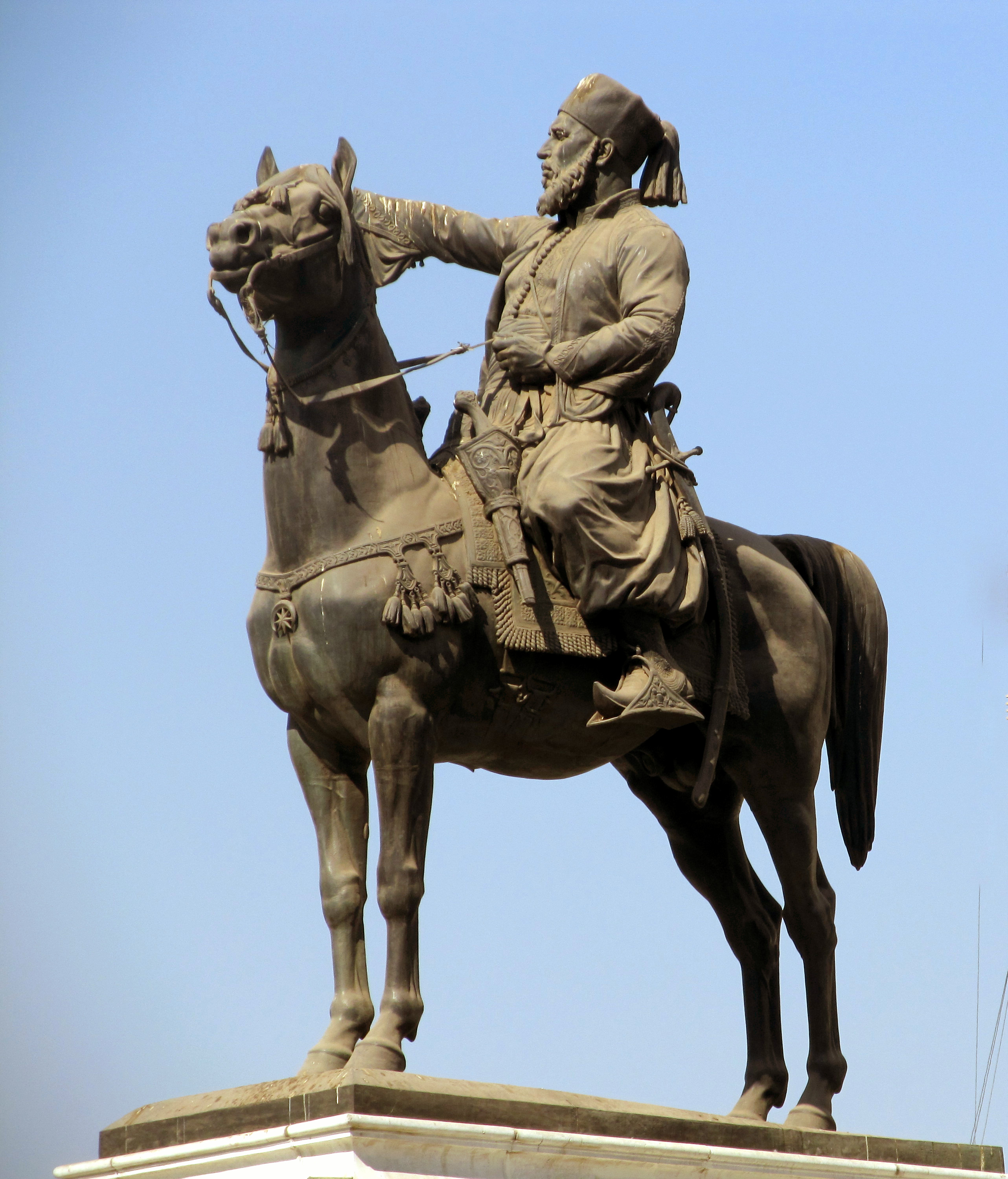
Statue d'Ibrahim Pacha au Caire, place de l'Opéra

Les menées autonomistes de son père Méhémet Ali provoquent des heurts de plus en plus importants avec l'Empire ottoman. Ils[Qui ?] adhéraient pleinement au projet d'une nation qui rassemblerait tous les Arabes de l'Égypte à la Mésopotamie. 
Ces tensions aboutissent à la première Guerre égypto-ottomane en 1831. En Syrie, Ibrahim bat les Turcs, prend Damas le 27 mai 1832, défait l'armée ottomane à Homs le 8 juillet et à Beilan le 29 juillet, puis il envahit l'Anatolie et prend Konya le 21 décembre. 
Après la Convention de Kütahya de mai 1833, il reste en Syrie où il devient gouverneur, soutenu par le gouvernement français. En 1834, il réprime la révolte paysanne de Palestine. Beaufort d'Hautpoul l'assiste comme aide de camp entre 1834 et 1837.
Une deuxième Guerre égypto-ottomane éclate en 1839 quand le gouvernement turc se sent assez fort pour reprendre les hostilités. Victorieux à la bataille de Nézib, Ibrahim marche sur Constantinople, mais est arrêté par l'intervention de la Grande-Bretagne, de la Russie et de l'Autriche (Traité de Londres). Souhaitant maintenir l'intégrité de l'empire Ottoman, la coalition chasse les forces égyptiennes de Beyrouth, puis d'Acre, tandis que l'Anglais Napier assiège Alexandrie et négocie avec Mehmet Ali, lequel accepte de renoncer à la Syrie contre la reconnaissance de sa souveraineté en Égypte.
Ibrahim quitte la Syrie en février 1841.

### Sa mort

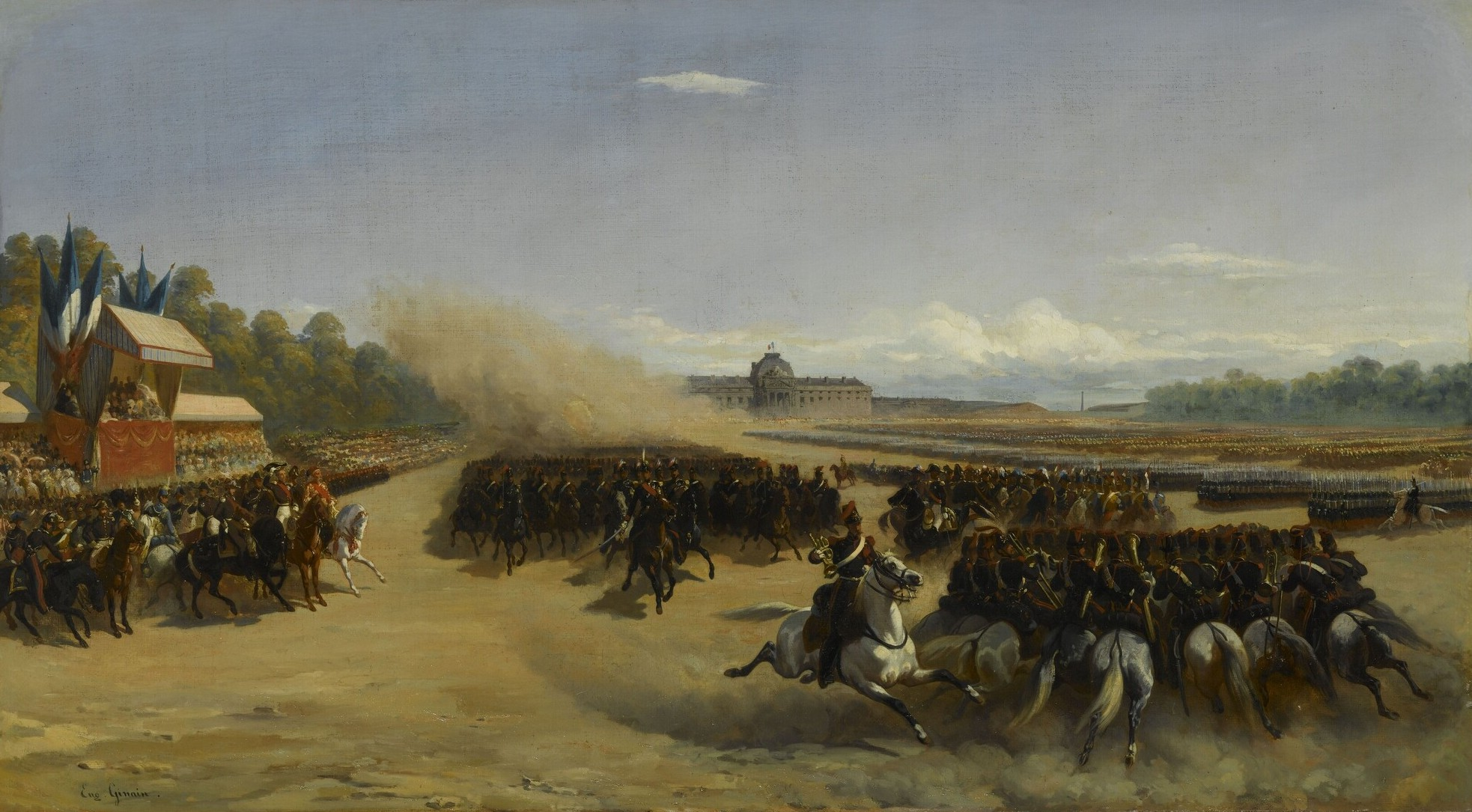
Revue militaire au Champ-de-Mars en l'honneur d'Ibrahim Pacha, le 25 mai 1846, lors de sa visite en Europe.

En 1846, il effectue une visite en Europe de l'Ouest où il est reçu avec respect. Quand son père devient sénile, Ibrahim est nommé régent (mars 1848) puis de facto vice-roi. À sa mort, de phthisie le 10 novembre 1848, il est remplacé par Abbas réputé proche des Britanniques qui s'opposent à l'idée d'Ibrahim de construire un État moderne égyptien.

## Description physique
En 1845, le maréchal de Castellane le décrit ainsi : « Ibrahim Pacha a des yeux spirituels et vifs ; son visage est marqué de petite vérole, il ne manque ni de malice ni de finesse ;  il est petit, replet, le cou court, le visage long, la barbe est blanche. Il marche difficilement à cause de son embonpoint ; il se dandine beaucoup ; il est vêtu magnifiquement avec plusieurs décorations en diamant ; il a, comme les personnes de sa suite une veste rouge couverte de galons d’or, une longue ceinture de drap d’or. »

## Décorations
- Grand-croix de la Légion d'honneur (France)
- Grand-croix de l'ordre de la Tour et de l'Épée (Portugal)
- Grand-croix de l'ordre de Saint-Joseph (Grand-duché de Toscane)